# GT Challenge at VIR 2017
Navigation
Édition précédente Édition suivante
Le GT Challenge at VIR 2017 (officiellement appelé 2017 Michelin GT Challenge at VIR) a été une course de voitures de sport organisée sur le Virginia International Raceway à Alton en Virginie, aux États-Unis qui s'est déroulée du 25 août 2017 au 27 août 2017. Il s'agissait de la dixième manche du championnat United SportsCar Championship 2017 et seules les catégories GTLM et GTD de voitures du championnat ont participé à la course.

## Qualifications
| Pos. | Classe | N°  | Équipe                                   | Pilote               | Temps          | Tours |
| ---- | ------ | --- | ---------------------------------------- | -------------------- | -------------- | ----- |
| 1    | GTLM   | 66  | Ford Chip Ganassi Racing                 | Joey Hand            | 1 min 40 s 211 | 7     |
| 2    | GTLM   | 25  | BMW Team RLL                             | Alexander Sims       | 1 min 40 s 415 | 4     |
| 3    | GTLM   | 24  | BMW Team RLL                             | John Edwards         | 1 min 40 s 441 | 5     |
| 4    | GTLM   | 62  | Risi Competizione                        | Giancarlo Fisichella | 1 min 40 s 606 | 4     |
| 5    | GTLM   | 4   | Corvette Racing                          | Tommy Milner         | 1 min 40 s 758 | 7     |
| 6    | GTLM   | 3   | Corvette Racing                          | Jan Magnussen        | 1 min 40 s 802 | 8     |
| 7    | GTLM   | 67  | Ford Chip Ganassi Racing                 | Richard Westbrook    | 1 min 40 s 841 | 9     |
| 8    | GTLM   | 912 | Porsche GT Team                          | Laurens Vanthoor     | 1 min 41 s 339 | 6     |
| 9    | GTLM   | 911 | Porsche GT Team                          | Dirk Werner          | 1 min 41 s 991 | 8     |
| 10   | GTD    | 16  | Change Racing                            | Jeroen Mul           | 1 min 43 s 391 | 7     |
| 11   | GTD    | 96  | Turner Motorsport                        | Jesse Krohn          | 1 min 43 s 621 | 6     |
| 12   | GTD    | 57  | Stevenson Motorsports                    | Andrew Davis         | 1 min 43 s 770 | 9     |
| 13   | GTD    | 33  | Riley Motorsports - Team AMG             | Jeroen Bleekemolen   | 1 min 43 s 826 | 6     |
| 14   | GTD    | 15  | 3GT Racing                               | Jack Hawksworth      | 1 min 43 s 845 | 7     |
| 15   | GTD    | 14  | 3GT Racing                               | Sage Karam           | 1 min 44 s 105 | 6     |
| 16   | GTD    | 48  | Paul Miller Racing                       | Madison Snow         | 1 min 44 s 131 | 4     |
| 17   | GTD    | 28  | Alegra Motorsports                       | Daniel Morad         | 1 min 44 s 146 | 8     |
| 18   | GTD    | 93  | Meyer Shank Racing avec Curb Agajanian   | Katherine Legge      | 1 min 44 s 441 | 5     |
| 19   | GTD    | 63  | Scuderia Corsa                           | Christina Nielsen    | 1 min 44 s 573 | 9     |
| 20   | GTD    | 73  | Park Place Motorsports                   | Patrick Lindsey      | 1 min 44 s 697 | 6     |
| 21   | GTD    | 86  | Michael Shank Racing avec Curb Agajanian | Oswaldo Negri Jr.    | 1 min 45 s 080 | 6     |
| 22   | GTD    | 50  | Riley Motorsports - WeatherTech Racing   | Cooper MacNeil       | 1 min 45 s 530 | 8     |
| 23   | GTD    | 75  | SunEnergy1 Racing                        | Kenny Habul          | 1 min 46 s 011 | 3     |
| 24   | GTD    | 54  | CORE Autosport                           | Jon Bennett          | 1 min 46 s 106 | 5     |
| 25   | GTD    | 80  | Lone Star Racing                         | Dan Knox             | 1 min 46 s 768 | 7     |

## Course

### Classement de la course
- Les vainqueurs de chaque catégorie sont signalés par un fond jauni.
- Pour la colonne Pneus, il faut passer le curseur au-dessus du modèle pour connaître le manufacturier de pneumatiques.

| Pos | Classe | no  | Écurie                                   | Pilotes                             | Châssis                       | Pneus | Tours | Temps               |
| Pos | Classe | no  | Écurie                                   | Pilotes                             | Moteur                        | Pneus | Tours | Temps               |
| --- | ------ | --- | ---------------------------------------- | ----------------------------------- | ----------------------------- | ----- | ----- | ------------------- |
| 1   | GTLM   | 3   | Corvette Racing                          | Jan Magnussen Antonio García        | Chevrolet Corvette C7.R       | M     | 93    | 2 h 41 min 17 s 089 |
| 1   | GTLM   | 3   | Corvette Racing                          | Jan Magnussen Antonio García        | Chevrolet LT5.5 5.5 L V8      | M     | 93    | 2 h 41 min 17 s 089 |
| 2   | GTLM   | 67  | Ford Chip Ganassi Racing                 | Ryan Briscoe Richard Westbrook      | Ford GT                       | M     | 93    | + 12 s 031          |
| 2   | GTLM   | 67  | Ford Chip Ganassi Racing                 | Ryan Briscoe Richard Westbrook      | Ford EcoBoost 3.5 L Turbo V6  | M     | 93    | + 12 s 031          |
| 3   | GTLM   | 62  | Risi Competizione                        | Giancarlo Fisichella Toni Vilander  | Ferrari 488 GTE               | M     | 93    | + 12 s 649          |
| 3   | GTLM   | 62  | Risi Competizione                        | Giancarlo Fisichella Toni Vilander  | Ferrari F154CB 3.9 L Turbo V8 | M     | 93    | + 12 s 649          |
| 4   | GTLM   | 25  | BMW Team RLL                             | Bill Auberlen Alexander Sims        | BMW M6 GTLM                   | M     | 93    | + 28 s 026          |
| 4   | GTLM   | 25  | BMW Team RLL                             | Bill Auberlen Alexander Sims        | BMW 4.4 L Turbo V8            | M     | 93    | + 28 s 026          |
| 5   | GTLM   | 66  | Ford Chip Ganassi Racing                 | Dirk Müller Joey Hand               | Ford GT                       | M     | 93    | + 1 min 08 s 064    |
| 5   | GTLM   | 66  | Ford Chip Ganassi Racing                 | Dirk Müller Joey Hand               | Ford EcoBoost 3.5 L Turbo V6  | M     | 93    | + 1 min 08 s 064    |
| 6   | GTLM   | 4   | Corvette Racing                          | Oliver Gavin Tommy Milner           | Chevrolet Corvette C7.R       | M     | 93    | + 1 min 39 s 084    |
| 6   | GTLM   | 4   | Corvette Racing                          | Oliver Gavin Tommy Milner           | Chevrolet LT5.5 5.5 L V8      | M     | 93    | + 1 min 39 s 084    |
| 7   | GTLM   | 912 | Porsche GT Team                          | Laurens Vanthoor Gianmaria Bruni    | Porsche 911 RSR               | M     | 92    | + 1 tour            |
| 7   | GTLM   | 912 | Porsche GT Team                          | Laurens Vanthoor Gianmaria Bruni    | Porsche 4.0 L Flat-6          | M     | 92    | + 1 tour            |
| 8   | GTLM   | 911 | Porsche GT Team                          | Patrick Pilet Dirk Werner           | Porsche 911 RSR               | M     | 92    | + 1 tour            |
| 8   | GTLM   | 911 | Porsche GT Team                          | Patrick Pilet Dirk Werner           | Porsche 4.0 L Flat-6          | M     | 92    | + 1 tour            |
| 9   | GTD    | 16  | Change Racing                            | Jeroen Mul Corey Lewis              | Lamborghini Huracán GT3       | C     | 91    | + 2 tours           |
| 9   | GTD    | 16  | Change Racing                            | Jeroen Mul Corey Lewis              | Lamborghini 5.2 L V10         | C     | 91    | + 2 tours           |
| 10  | GTD    | 96  | Turner Motorsport                        | Jens Klingmann Jesse Krohn          | BMW M6 GT3                    | C     | 91    | + 2 tours           |
| 10  | GTD    | 96  | Turner Motorsport                        | Jens Klingmann Jesse Krohn          | BMW 4.4 L Turbo V8            | C     | 91    | + 2 tours           |
| 11  | GTD    | 33  | Riley Motorsports - Team AMG             | Trent Hindman Jeroen Bleekemolen    | Mercedes-AMG GT3              | C     | 90    | + 3 tours           |
| 11  | GTD    | 33  | Riley Motorsports - Team AMG             | Trent Hindman Jeroen Bleekemolen    | Mercedes-AMG M159 6.2 L V8    | C     | 90    | + 3 tours           |
| 12  | GTD    | 63  | Scuderia Corsa                           | Christina Nielsen Alessandro Balzan | Ferrari 488 GT3               | C     | 90    | + 3 tours           |
| 12  | GTD    | 63  | Scuderia Corsa                           | Christina Nielsen Alessandro Balzan | Ferrari F154CB 3.9 L Turbo V8 | C     | 90    | + 3 tours           |
| 13  | GTD    | 48  | Paul Miller Racing                       | Bryan Sellers Madison Snow          | Lamborghini Huracán GT3       | C     | 90    | + 3 tours           |
| 13  | GTD    | 48  | Paul Miller Racing                       | Bryan Sellers Madison Snow          | Lamborghini 5.2 L V10         | C     | 90    | + 3 tours           |
| 14  | GTD    | 50  | Riley Motorsports - WeatherTech Racing   | Cooper MacNeil Gunnar Jeannette     | Porsche 911 GT3 R             | C     | 89    | + 4 tours           |
| 14  | GTD    | 50  | Riley Motorsports - WeatherTech Racing   | Cooper MacNeil Gunnar Jeannette     | Porsche 4.0 L Flat-6          | C     | 89    | + 4 tours           |
| 15  | GTD    | 14  | 3GT Racing                               | Sage Karam Robert Alon              | Lexus RC F GT3                | C     | 89    | + 4 tours           |
| 15  | GTD    | 14  | 3GT Racing                               | Sage Karam Robert Alon              | Lexus 5.0 L V8                | C     | 89    | + 4 tours           |
| 16  | GTD    | 54  | CORE Autosport                           | Jon Bennett Colin Braun             | Porsche 911 GT3 R             | C     | 89    | + 4 tours           |
| 16  | GTD    | 54  | CORE Autosport                           | Jon Bennett Colin Braun             | Porsche 4.0 L Flat-6          | C     | 89    | + 4 tours           |
| 17  | GTD    | 28  | Alegra Motorsports                       | Daniel Morad Patrick Long           | Porsche 911 GT3 R             | C     | 89    | + 4 tours           |
| 17  | GTD    | 28  | Alegra Motorsports                       | Daniel Morad Patrick Long           | Porsche 4.0 L Flat-6          | C     | 89    | + 4 tours           |
| 18  | GTD    | 73  | Park Place Motorsports                   | Patrick Lindsey Jörg Bergmeister    | Porsche 911 GT3 R             | C     | 88    | + 5 tours           |
| 18  | GTD    | 73  | Park Place Motorsports                   | Patrick Lindsey Jörg Bergmeister    | Porsche 4.0 L Flat-6          | C     | 88    | + 5 tours           |
| 19  | GTD    | 80  | Lone Star Racing                         | Dan Knox Mike Skeen                 | Mercedes-AMG GT3              | C     | 87    | + 6 tours           |
| 19  | GTD    | 80  | Lone Star Racing                         | Dan Knox Mike Skeen                 | Mercedes-AMG M159 6.2 L V8    | C     | 87    | + 6 tours           |
| 20  | GTD    | 57  | Stevenson Motorsports                    | Lawson Aschenbach Andrew Davis      | Audi R8 LMS                   | C     | 86    | + 7 tours           |
| 20  | GTD    | 57  | Stevenson Motorsports                    | Lawson Aschenbach Andrew Davis      | Audi 5.2 L V10                | C     | 86    | + 7 tours           |
| 21  | GTLM   | 24  | BMW Team RLL                             | John Edwards Martin Tomczyk         | BMW M6 GTLM                   | M     | 72    | Abd                 |
| 21  | GTLM   | 24  | BMW Team RLL                             | John Edwards Martin Tomczyk         | BMW 4.4 L Turbo V8            | M     | 72    | Abd                 |
| 22  | GTD    | 15  | 3GT Racing                               | Jack Hawksworth Scott Pruett        | Lexus RC F GT3                | C     | 71    | Abd                 |
| 22  | GTD    | 15  | 3GT Racing                               | Jack Hawksworth Scott Pruett        | Lexus 5.0 L V8                | C     | 71    | Abd                 |
| 23  | GTD    | 86  | Michael Shank Racing avec Curb Agajanian | Jeff Segal Oswaldo Negri Jr.        | Acura NSX GT3                 | C     | 26    | Abd                 |
| 23  | GTD    | 86  | Michael Shank Racing avec Curb Agajanian | Jeff Segal Oswaldo Negri Jr.        | Acura 3.5 L Turbo V6          | C     | 26    | Abd                 |
| 24  | GTD    | 93  | Michael Shank Racing avec Curb Agajanian | Andy Lally Katherine Legge          | Acura NSX GT3                 | C     | 22    | Abd                 |
| 24  | GTD    | 93  | Michael Shank Racing avec Curb Agajanian | Andy Lally Katherine Legge          | Acura 3.5 L Turbo V6          | C     | 22    | Abd                 |
| 25  | GTD    | 75  | SunEnergy1 Racing                        | Tristan Vautier Kenny Habul         | Mercedes-AMG GT3              | C     | 6     | Abd                 |
| 25  | GTD    | 75  | SunEnergy1 Racing                        | Tristan Vautier Kenny Habul         | Mercedes-AMG M159 6.2 L V8    | C     | 6     | Abd                 |

## Pole position et record du tour
- Pole position :  Joey Hand (#66 Ford Chip Ganassi Racing) en 1 min 40 s 211
- Meilleur tour en course :  Giancarlo Fisichella (#62 Risi Competizione) en 1 min 41 s 253

## Tours en tête
- 25 BMW M6 GTLM - BMW Team RLL : 76 tours (1-28 / 31-56 / 63-84)[3]
- #66 Ford GT - Ford Chip Ganassi Racing : 1 tour (29)
- #4 Chevrolet Corvette C7.R - Corvette Racing : 1 tour (30)
- #62 Ferrari 488 GTE - Risi Competizione : 5 tours (57-61)
- #3 Chevrolet Corvette C7.R - Corvette Racing : 10 tours (62 / 85-93)

## À noter
- Longueur du circuit : 3,27 miles
- Distance parcourue par les vainqueurs : 304,21 miles